# DDR-Meisterschaften im Fechten 1952
Die DDR-Meisterschaften im Fechten 1952 waren die erste Austragung der nationalen Titelkämpfe der Deutschen Demokratischen Republik im Fechten. Die Einzelmeisterschaften fanden vom 13. bis 15. Juni 1952 in Altenburg (Bezirk Leipzig) statt, während die Mannschaftsmeisterschaften am 22. und 23. November 1952 in Berlin ausgetragen wurden.

## Medaillengewinner

### Einzelmeisterschaften
| Disziplin | Gold                                       | Silber                                      | Bronze                                     |
| Männer    | Männer                                     | Männer                                      | Männer                                     |
| --------- | ------------------------------------------ | ------------------------------------------- | ------------------------------------------ |
| Florett   | Georg Neuber (BSG Chemie Torgau)           | Dieter Athenstedt (BSG Empor Mitte Leipzig) | Alfred Meier (BSG Fortschritt Apolda)      |
| Degen     | Günter Keßler (BSG Motor Dresden-Ost)      | Albert Gipp (BSG Empor Mitte Leipzig)       | Heinz Braecklein (BSG Empor Mitte Leipzig) |
| Säbel     | Georg Neuber (BSG Chemie Torgau)           | W. Trillhase (BSG Stahl Eisleben)           | Heinz Gierth (BSG Motor Dresden-Ost)       |
| Frauen    |                                            |                                             |                                            |
| Florett   | Elisabeth Herold (BSG Empor Mitte Leipzig) | Annemarie Wilberg (BSG Motor Dresden-Ost)   | Herta Presting (BSG Motor Jena)            |

### Mannschaftsmeisterschaften
| Disziplin | Gold                                                                                              | Silber                  | Bronze |
| Männer    | Männer                                                                                            | Männer                  | Männer |
| --------- | ------------------------------------------------------------------------------------------------- | ----------------------- | --- |
| Florett   | BSG Empor Mitte Leipzig Dieter Athenstedt Herbert Beyrich Albert Gipp Werner Hörig Rudi Kneip     | BSG Einheit Chemnitz    | |
| Degen     | BSG Empor Mitte Leipzig Dieter Athenstedt Herbert Beyrich Heinz Braecklein Albert Gipp Rudi Kneip | BSG Lokomotive Köthen   | |
| Säbel     | BSG Einheit Chemnitz Siegfried Berthold Heinz Ebert Kurt Israel Georg Müller                      | BSG Empor Mitte Leipzig | |
| Frauen    |                                                                                                   |                         | |
| Florett   | BSG Motor Dresden-Ost Annemarie Wilberg                                                           | BSG Motor Jena          | BSG Empor Mitte Leipzig Charlotte Fischer Hildegard Gipp Elisabeth Herold Christel Schmeißer Cilli Winkler |

## Medaillenspiegel
Der Medaillenspiegel umfasst lediglich die 21 bekannten Medaillen, drei weitere Medaillengewinner sind nicht erfasst.
| Rang             | Verein                                   | Gold | Silber | Bronze | Gesamt |
| ---------------- | ---------------------------------------- | ---- | ------ | ------ | ------ |
| 1.               | BSG Empor Mitte Leipzig                  | 3    | 3      | 2      | 8      |
| 2.               | BSG Motor Dresden-Ost                    | 2    | 1      | 1      | 4      |
| 3.               | BSG Chemie Torgau                        | 2    | 0      | 0      | 2      |
| 4.               | BSG Einheit Chemnitz                     | 1    | 1      | 0      | 2      |
| 5.               | BSG Motor Jena                           | 0    | 1      | 1      | 2      |
| 6.               | BSG Lokomotive Köthen BSG Stahl Eisleben | 0    | 1      | 0      | 1      |
| 8.               | BSG Fortschritt Apolda                   | 0    | 0      | 1      | 1      |
| Gesamt (bekannt) | Gesamt (bekannt)                         | 8    | 8      | 5      | 21     |